# Yijing (monnik)

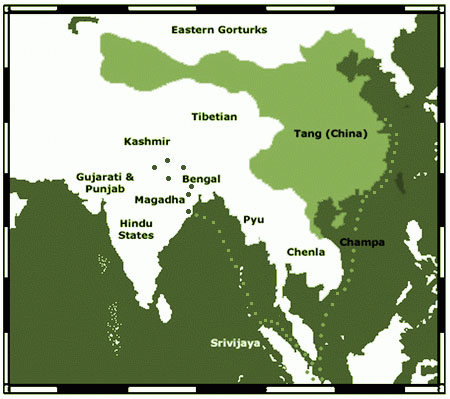
Reisroute van Yijing

Yijing of I-Tsing (635–713)  was een Chinese bhikkhu (een boeddhistische monnik), een reiziger en vertaler. Hij was actief tijdens de Tang-dynastie. Zijn reizen naar Indonesië en India zijn een belangrijke bron voor de geschiedenis van de middeleeuwen. Hij was student aan de boeddhistische universiteit van Nālandā (in Bihar, India) en vertaalde veel Boeddhistische geschriften uit het Sanskriet en Pali naar het Chinees.

## Reizen
Yijing werd monnik op zijn veertiende en was een grote bewonderaar van Fa Xian, een Chinese monnik, die in de vijfde eeuw een reis maakte naar India. Dankzij de steun van een mecenas kreeg hij de mogelijkheid te gaan studeren aan de Universiteit van Nalanda in India. Zijn reis met de boot bracht hem in Indonesië en Maleisië en duurde zes maanden. Hij zou elf jaar in Nalanda verblijven.
Op zijn weg terug naar China verbleef hij twee jaar in Palembang, Zuid-Sumatra, een centrum van het boeddhisme waar buitenlandse geleerden samenkwamen, en waar hij Sanskriet-boeddhistische geschriften in het Chinees vertaalde. Hij introduceerde in Indonesië de inkt en het papier.
In 695 voltooide hij zijn vertaalwerkzaamheden en keerde uiteindelijk terug naar China. In Luoyang werd hij verwelkomd door keizerin Wu Zetian. Zijn totale reis duurde 25 jaar. Hij bracht zo'n 400 boeddhistische teksten mee, die hij in het Chinees had vertaald en schreef twee reisdagboeken, waarin hij zijn avontuurlijke reis naar Srivijaya en India neerpende.